# 1520 în literatură
- 1519 în literatură — 1520 în literatură — 1521 în literatură

Anul 1520 în literatură a implicat o serie de evenimente semnificative. 

## Eseuri
- Guillaume Budé - De contemptu rerum fortuitarum libri tres (Paris), disertație filosofică și morală.
  - Epistolae

## Decese
Format:1520